# Tornaszentjakab
Tornaszentjakab là một thị trấn thuộc hạt Borsod-Abaúj-Zemplén, Hungary. Thị trấn này có diện tích 28,22 km², dân số năm 2010 là 209 người, mật độ 7 người/km².